# Moorenbrunn
Moorenbrunn ist ein Gemeindeteil der kreisfreien Stadt Nürnberg Moorenbrunn liegt in der Gemarkung Fischbach und im Statistischen Bezirk 38 Altenfurt, Moorenbrunn.

## Geographie
Moorenbrunn grenzt im Nordwesten an die Liegnitzer Straße und damit an den Bezirk Altenfurt Nord, im Nordosten an die Oelser Straße und damit auf der gesamten Länge an den Distrikt Altenfurt im gemeinsamen Bezirk 38. Die östliche Grenze markiert die Bebauungsgrenze, im Süden verläuft die Bundesautobahn 6 als Grenze zum Bezirk Gewerbepark Nürnberg-Feucht und im Südwesten die Gleiwitzer Straße als Übergang zum Landschaftsschutzgebiet im Bezirk 36 Langwasser Südost. Nahezu der gesamte südöstliche Teil ist entlang der Gutshof- und Bregenzer Straße bebaut, während im Nordosten Brachland, Industrie- und Sportgelände angesiedelt sind.
Das Waldstück im Südwesten gehört zum Landschaftsschutzgebiet Langwasser (LSG-00536.19).

## Geschichte
Das Gebiet des heutigen Moorenbrunn war ursprünglich ein geschlossenes Waldgebiet des Lorenzer Reichswalds. Ab 1920 ließ das städtische Wohlfahrtsamt im Rahmen von Notstandsarbeiten das durch Waldbrände zerstörte Areal um den heutigen Stadtteil Langwasser kultivieren. Im Zuge dieser Arbeiten wurde auch das Moorenbrunnfeld gerodet und 1923 wurde im Bereich der heutigen Gutshofstraße der städtische Gutshof Moorenbrunn errichtet. 1925 wurde die Wanderarbeitsstätte Altenfurt eröffnet und ab 1933 zu einem Lager des Reichsarbeitsdiensts umfunktioniert. In den Jahren bis 1945 wurde das Moorenbrunnfeld zumindest teilweise militärisch genutzt und ein zweites Lager der Wehrmacht errichtet. Von diesen Lagern sind noch heute Überreste der Lagergebäude, der Kanalisation und von befestigten Wegen insbesondere im östlichen Teil sichtbar.
In unmittelbarer Nähe der Lager nahe dem Gutshof entstand zwischen 1933 und 1938 die „Julius Streicher-Siedlung“, der heutige Stadtteil Moorenbrunn. Im Zuge der Gebietsreform in Bayern wurde Moorenbrunn am 1. Juli 1972 nach Nürnberg eingemeindet.
Moorenbrunn besteht heute aus „Alt-Moorenbrunn“ und dem Ende der 1960er Jahre gebauten neuen Teil, der an das Moorenbrunnfeld anschließt.
Im Flächennutzungsplan erscheint der östliche Teil als Gewerbegebiet. Der westlich der Gleiwitzer Straße liegende Teil wurde von der Stadt Nürnberg als Landschaftsschutzgebiet ausgewiesen. Mangels ansiedlungswilligen Gewerbes entstand auf dem Gelände ein riesiges Altreifenlager und Nürnbergs größter Autofriedhof. 1984 wurde das Areal entrümpelt und die Siemens AG siedelte sich an der Gleiwitzer Straße an. Zwischenzeitlich hat sich auch die Firma PAMEC im Süden des Geländes angesiedelt. Das noch nicht genutzte „Restmoorenbrunnfeld“ steht der Bevölkerung als beliebte Freifläche für Freizeitaktivitäten zur Verfügung. Nördlich der Schreiberhauer Straße wurden Sportanlagen geschaffen und weiteres Gewerbe angesiedelt.

### Baudenkmäler
- Bonifatiusstraße 4: Historische Kirchenausstattung[8]

### Einwohnerentwicklung
| Jahr        | 1950  | 1961   | 1970   | 1987   |
| Einwohner   | 977   | 1567   | 2073   | 3040   |
| Wohngebäude | 149   | 239    |        | 938    |
| Quelle      | [ 9 ] | [ 10 ] | [ 11 ] | [ 12 ] |

## Religion
Die Protestanten waren ursprünglich nach Fischbach gepfarrt, heute ist die Christuskirche (Altenfurt) zuständig. Die Katholiken waren ursprünglich nach St. Sebald (Altenfurt) gepfarrt. 1967/1968 wurde nach Plänen von Ferdinand Reubel in der Rupert-Mayer-Straße die Kirche Mutter vom Guten Rat erbaut und 1968 geweiht. 1977 wurde sie zur Pfarrei erhoben.